# Ville-en-Blaisois
Ville-en-Blaisois település Franciaországban, Haute-Marne megyében. Lakosainak száma 148 fő (2022. január 1.). Ville-en-Blaisois Bailly-aux-Forges, Dommartin-le-Franc, Doulevant-le-Petit, Morancourt és Rachecourt-Suzémont községekkel határos.

## Népesség
A település népessége az elmúlt években az alábbi módon változott:
| Lakosok száma | 227  | 188  | 168  | 174  | 164  | 159  | 151  | 146  | 145  | 148  |
|               | 1968 | 1982 | 1990 | 2006 | 2013 | 2015 | 2017 | 2019 | 2020 | 2022 |